# متحف ابن صوفان التراثي
متحف ابن صوفان التراثي أحد متاحف منطقة عسير جنوب المملكة العربية السعودية، يقع المتحف في النماص، أسسه عبد الله بن محمد بن صوفان العمري، يقع المتحف في قرية لشعب التابعة لمحافظة النماص.

## أجزاء المتحف
يتكون المتحف من أربع قاعات كبيرة للعرض بالإضافة إلى قاعه خارجية مكشوفة ويحتوي المتحف على حوالي 1200 قطعة تراثية تشمل أدوات الزراعة والري بالإضافة لوجود جناح خاص بالعملات وجزء خاص بالأسلحة والأواني والصور القديمة كما أن هناك جناح مخصص للضيافة مكون من أدوات حمس القهوة ودلال مختلفة الأنواع وأباريق للشاي وأدوات إشعال النار قديما وقد وضعت القطع على أرفف وعلى فترينات وكذلك العرض بالتعليق على الجداران.